# Sörensen ermittelt
Sörensen ermittelt ist eine Buchreihe des Autors Sven Stricker. Die Handlung der Romane dreht sich um den Kriminalhauptkommissar Sörensen, der an einer Angststörung leidet. Aus diesem Grund lässt er sich vom Landeskriminalamt Hamburg ins vermeintlich ruhigere (fiktive) Katenbüll nach Nordfriesland versetzen. Noch während er sich bei seinen neuen Kollegen vorstellt, wird der erste Mord seit 13 Jahren angezeigt.
Die Bücher werden im Rowohlt Verlag veröffentlicht.

## Wiederkehrende Charaktere

### Hauptcharaktere

#### Sörensen
Sörensen, dessen Vorname unbekannt ist, aber sehr kurios sein muss, ist Kriminalhauptkommissar (KHK). Er hat sich aufgrund einer Angststörung von Hamburg nach Katenbüll versetzen lassen und zieht in die ehemalige Wohnung seines Vorgängers KHK Kappler ein, mit dem er den Job getauscht hat. Gleich zu Beginn seiner Tätigkeit in Katenbüll sind ihm seine neuen Kollegen Malte Schuster und Jennifer Holstenbeck sehr sympathisch. 
Sörensens psychische Störung erschwert und beeinflusst sein Leben massiv; vor allem in ungewohnten Situationen kann er sie manchmal nicht überwinden. Dadurch wirkt Sörensen auf andere Protagonisten teils unsicher, empathielos, desinteressiert oder unsympathisch. Vor allem seine Kollegin Jenni, mit der Sörensen als einer der ersten über seine Angststörung spricht, nimmt in solchen Situationen viel Rücksicht auf ihn. Im weiteren Verlauf der Reihe erfahren fast alle Einwohner von Katenbüll von Sörensens Störung, wodurch manche ihm die Diensttauglichkeit absprechen. Doch vor allem, wenn er psychisch unter Druck gesetzt wird, reagiert er erstaunlicherweise souverän und schlagfertig. Das wünscht er sich auch oft in anderen Situationen; häufig denkt er „Jetzt ist es Zeit für eine schlagfertige Antwort“ und schürt damit seine Unsicherheit. Phasenweise wirkt er egoistisch oder egozentrisch auf andere, teilweise auch auf Jenni, was ihm im Nachgang besonders leid tut. Sörensen ist sich seiner Gefühle zu Jenni nicht sicher; teilweise ignoriert er Gespräche über Privates mit ihr. Falls sie sich dann doch einmal näher kommen, stehen seine Angst und die daraus resultierende Unsicherheit zwischen beiden.
Zu den beiden Oberpolizeimeistern Dhonau und Faltermeier besteht anfangs eine offene Antipathie. Im Laufe der Handlung versteht er sich aber auch mit den beiden immer besser, nachdem er die Hintergründe ihres Verhaltens versteht („Jeder hat seine Geschichte“).
Nach eigener Aussage plant Sven Stricker, im letzten Buch der Sörensen ermittelt-Reihe Sörensens Vornamen als letztes Wort zu nennen. Aktuell kennen nur der Autor und seine Tochter den Namen.
In den Filmen und Hörspielen wird Sörensen von Bjarne Mädel dargestellt.

#### Jennifer Holstenbeck
Jennifer, genannt Jenni, ist Polizeioberkommissarin (POK) in der Polizeinebenstelle Katenbüll. Sie hatte eine Affäre mit Sörensens verheiratetem Vorgänger KHK Kappler. Nach deren Bekanntwerden konnte Sörensen seine Stelle mit Kappler tauschen.
Jennifer ist mit 18 Jahren Mutter von Lucy geworden, die ihrerseits mit 17 schwanger wird; der Vater ist Ole. Im Gegensatz zu Lucy kennt Jennifer den Vater ihrer Tochter nicht, erfährt den Namen erst im Laufe der Handlung von einem Journalisten, mit dem sie zur Schule ging und der als Gegenleistung Informationen zu einem Fall fordert.
Jennifer hat Katenbüll nie verlassen und ihr Leben zwischen 18 und 36 ganz der Erziehung von Lucy und dem Polizeidienst gewidmet. Vor allem im vierten Buch spricht sie häufig von einem notwendigen Umzug, um „mal etwas Neues kennenzulernen“. Sie sehnt sich zudem nach einer Beziehung, nach Liebe und ehrlicher Zuneigung – auch körperlicher. Mit Sörensen hat sie ein enges Vertrauensverhältnis, soweit Sörensens Krankheit dies zulässt. Auch versucht sie immer mal wieder, privat etwas mit ihm zu unternehmen.
In den Filmen wird Jennifer von Katrin Wichmann dargestellt.

#### Malte Schuster
Malte ist Kommissaranwärter im ersten Behördenpraktikum. Nach dem zweiten Buch endet sein Praktikum, seine Nachfolgerin wird Sieke Pfeiffer.
Malte ist ein sehr motivierter und akribischer Praktikant, der als einziger in der Dienststelle gut mit Computern und vor allem mit dem Internet umgehen kann. Er wohnt noch bei seinen Eltern, wurde in der Schule gemobbt und hat keine Freunde. Malte ist für seine Backkünste bekannt. Im ersten Buch bekommt Sörensen einen Willkommenskuchen – Mousse au Chocolat mit Kirschen – über den sich alle bis auf Sörensen freuen („er darf keine Kirschen“).
Im vierten Buch hat Malte sein erstes Date, das allerdings in einer Tragödie endet. Wegen seiner vom Mobbing verursachten Unsicherheit gegenüber Gleichaltrigen geht er nicht alleine zum Treffen, sondern in Begleitung zweier ehemaliger Klassenkameraden. Später erinnert er sich an nichts mehr; sein Auto fuhr allerdings in eine Menschenmenge, tötete dabei fünf Menschen und verletzte mehrere weitere.
In den Filmen wird Malte von Leo Meier dargestellt.

#### Cord
Cord ist ein Hund, der anfangs auf einem Bauernhof lebt, auf dem er vernachlässigt und misshandelt wird. Gefüttert wird er vor allem von Nachbarn, die in Katenbüll auch weiter entfernt wohnen können, so auch von Sörensen sowie vom vorherigen Mieter seiner Wohnung, KHK Kappler. Im Laufe der Handlung merkt Sörensen, dass er durch Cord und seine zutrauliche und empathische Art seine Angststörung besser in den Griff bekommen kann. Am Ende des ersten Buches überzeugt er die Besitzer davon, dass Cord bei ihm viel besser aufgehoben ist (durch Androhung, den Bauernhof beim Tierschutz zu melden). Im Film kauft er Cord den Besitzern ab. Cord nimmt in allen Büchern eine zentrale Rolle für Sörensen ein.
Cord wird in den Filmen von Gwena (Spitzname der Filmcrew: Cordula) dargestellt, einer Laekenois (belgischen Schäferhündin). Filmtiertrainer war Marco Heyse.

### Nebencharaktere

#### Ole Kellinghusen
Ole ist der erste Katenbüller, den Sörensen kennenlernt. Er nimmt diesen als Tramper auf seiner ersten Fahrt nach Katenbüll mit. Ole ist Musiker und verbringt die Wochenenden meistens in Husum bei einem Freund zum Jammen. Den Weg legt er jeweils trampend zurück.
Ole ist der Freund von Lucy Holstenbeck, arbeitet in der einzigen Tankstelle in Katenbüll als Aushilfe und träumt von einer Weltkarriere als Musiker. Er ist der Vater von Lucys Sohn, hat aber noch eine Freundin im Nachbardorf. Darauf angesprochen reagiert er mit der Frage, warum man sich immer an die gesellschaftlichen Normen halten müsse und warum diese es nicht erlaubten, mehr als eine Person zu lieben.
Meist ist Ole jeweils zu Beginn und zum Ende eines Buches Teil der Handlung. In den Filmen wird Ole von Michelangelo Fortuzzi dargestellt.

#### Lucy Holstenbeck
Lucy ist die Tochter von Jennifer Holstenbeck. Gezeugt wurde sie auf einer Party, an die ihre Mutter kaum Erinnerungen hat. Im Laufe der Handlung wird Lucy selbst Mutter, lernt ihren Vater kennen und muss mit der Untreue des Vaters ihres Kindes umgehen.
In den Filmen wird Lucy von Anna-Lena Schwing dargestellt.

#### Obermeister Dhonau
Polizeiobermeister Dhonau ist der Partner von Obermeister Faltermeyer. Beide verstehen sich privat nicht sonderlich gut. So weiß Dhonau nicht, dass Faltermeyer seit langer Zeit keinen Führerschein mehr besitzt und eine höchst depressive Frau hat.
Dhonau bemerkt im Laufe der Handlung seine beginnende Demenz, die häufig auch in Zusammenhang mit seiner mangelnden Flüssigkeitsaufnahme genannt wird.
In den ersten beiden Filmen tritt Obermeister Dhonau nicht in Erscheinung.

#### Obermeister Faltermeyer
Polizeiobermeister Faltermeyer, der Partner von Obermeister Dhonau, hat ein Faible, Tatorte weitläufig und sehr gewissenhaft mit Absperrband abzusichern. Da er seinen Führerschein verloren hat, lässt er sich entweder von Dhonau fahren oder nimmt das Rad.
In den ersten beiden Filmen spielt Obermeister Faltermeyer noch keine Rolle. Die überaus großzügige Absperrung eines Tatorts fällt jedoch bereits in einer Szene des ersten Films Sörensen hat Angst auf.

#### Käse-Käthe
Luise Schnittger ist eine sehr kleine Frau mit Dutt und einem Herz aus Gold (Beschreibung von Sörensen), die von allen nur Käse-Käthe genannt wird. Sie betreibt auf dem Marktplatz von Katenbüll einen Brötchenwagen mit der lokalen Spezialität „Eisbergsalat auf Käsebrötchen“, die aber weder Sörensen noch den meisten anderen Katenbüllern sonderlich schmeckt.
Ihr Mann betreibt anfangs den Würstchenstand am Marktplatz, verstirbt aber im Laufe der Handlung.
Käse-Käthe erinnert von ihrer Art her an Marktschreier vom Hamburger Fischmarkt. Zu Beginn des vierten Buches ist sie eines der Opfer des Attentats auf dem Fest in Katenbüll und wird schwerverletzt ins Krankenhaus eingeliefert.

#### Alfred Sörensen
Sörensens Vater Alfred ist Programmierer, der ehemals bei IBM angestellt war. Mittlerweile genießt er seinen Ruhestand und versucht, ein besseres Verhältnis zu seinem Sohn aufzubauen, was sich allerdings aufgrund der Vorgeschichte als sehr schwierig darstellt. Alfred ist – anders als zu seiner Zeit bei IBM – immer hilfsbereit. Sörensen führt seine Angststörung auch auf seine Eltern zurück, die ihm eine Angst vor dem Leben vermittelt haben. Mittlerweile ist hiervon bei Alfred allerdings nichts mehr zu merken.
Am Ende des dritten Buches wird bei Alfred Krebs diagnostiziert. Zu Beginn des vierten ist er eines der Opfer des Attentats auf dem Fest in Katenbüll und kommt schwerverletzt ins Krankenhaus.
In den ersten beiden Filmen tritt Alfred noch nicht in Erscheinung.

#### EKHK Rösler
Der Erste Kriminalhauptkommissar Rösler ist Sörensens Vorgesetzter aus Flensburg. In Sörensens erstem Fall als KHK in Katenbüll überlässt Rösler ihm die Ermittlungstätigkeiten, auch wenn eigentlich die Mordkommission zuständig wäre. Rösler befürchtet, die Quote von 100 % gelöster Fälle sonst nicht einhalten zu können, da die Ermittler der Mordkommission gerade in andere Fälle involviert sind.
Durch den Erfolg von Sörensen – auch medial, wenn auch eher unbeholfen, doch schlechte Presse ist besser als keine Presse – wird Rösler allerdings neidisch und verbietet Sörensen sämtliche öffentlichkeitswirksamen Auftritte, beispielsweise auf Pressekonferenzen oder Interviews mit Journalisten während des zweiten Falls. Er möchte mehrfach eigene Ermittler hinzuziehen und die Fälle schnell abschließen, auch wenn Sörensen noch Indizien sieht, die gegen das Offensichtliche sprechen.
Im Laufe der Handlung verstehen Sörensen und Rösler sich zunehmend besser, auch wenn sie sich erst im vierten Fall erstmalig persönlich treffen. Dort kommt es wieder zu Konflikten, weil Rösler die initialen Verdächtigen (Malte Schuster und seine Bekannten) zu schnell öffentlich zur Schau stellen möchte.
Rösler hat eine Stiftung gegen Rassismus gegründet, die unter anderem durch die Bürgermeisterin von Katenbüll und ihren Mann gefördert wird.
In den ersten beiden Filmen tritt EKHK Rösler nicht auf.

#### Mike Bulthaupt
Mike Bulthaupt ist der Leiter der Spurensicherung in Husum. Er muss für seinen Geschmack viel zu häufig den weiten Weg nach Katenbüll auf sich nehmen, mag aber die angeregten und teilweise provokanten Diskussionen mit Sörensen. Oftmals verstehen beide sich so gut, dass Bulthaupt die Untersuchungsergebnisse erst an Sörensen und dann an den EKHK Rösler weitergibt.

## Handlungsrahmen

### Bücher aus der Reihe
| Nr | Titel                     | Veröffentlichung    | Handlung | Verfilmung                              | Hörbuch                                                                                |
| -- | ------------------------- | ------------------- | --- | --------------------------------------- | -------------------------------------------------------------------------------------- |
| 1  | Sörensen hat Angst        | 18.12.2015          | Der Bürgermeister von Katenbüll wird ermordet in seinem Pferdestall aufgefunden. Sörensen ermittelt im Umfeld politischer und privater Verstrickungen zwischen Rathaus, Fleischfabrik und alten Freunden.                         | Sörensen hat Angst Fernsehfilm (2021)   | Anbieter: Audio-To-Go gelesen von: Sven Stricker erschienen: 9. April 2021             |
| 2  | Sörensen fängt Feuer      | 25.09.2018          | Eine junge, blinde Frau wird von Ole auf einer Landstraße aufgelesen. Sie wurde, seit sie denken kann, in einem Keller festgehalten. Sörensen ermittelt im Umfeld religiöser Fanatiker.                                           | Sörensen fängt Feuer Fernsehfilm (2023) | Anbieter: Audio-To-Go gelesen von: Sven Stricker erschienen: 14. Mai 2021              |
| 3  | Sörensen am Ende der Welt | 17.08.2021          | Eine Frau erscheint nachts an der Tankstelle, an der Ole Dienst hat und bittet ihn um Hilfe. Später verschwindet Ole und eine Leiche wird gefunden. Sörensen ermittelt im Umfeld von Weltuntergangsverschwörern.                  | keine Informationen                     | Anbieter: Audio-To-Go gelesen von: Sven Stricker erschienen: 17. August 2021           |
| 4  | Sörensen sieht Land       | 14.02.2023          | Das Auto von Malte Schuster wird in ein Fest gefahren, tötet fünf Menschen und verletzt mehrere weitere. Sörensen ermittelt im Umfeld von jungen Erwachsenen, deren Familien und Vergangenheiten sowie möglicher Terroranschläge. | keine Informationen                     | Anbieter: Audio-To-Go gelesen von: Sven Stricker erschienen: 3. März 2023              |
| 5  | Sörensen macht Urlaub     | 17.09.2024          | Sörensen möchte Urlaub machen. Ein Zwischenstopp bei seiner Ex-Frau und Tochter in Hamburg verlängert sich ungeplant, Jennifer versucht hingegen eigene Mordermittlungen in Katenbüll vor Sörensen geheim zu halten.              | keine Informationen                     | Anbieter: Audio-To-Go gelesen von: Sven Stricker erschienen: 17. September 2024        |
| 6  | Sörensen geht aufs Haus   | geplant: 20.02.2026 | keine Informationen | keine Informationen                     | Anbieter: Audio-To-Go gelesen von: Sven Stricker geplante Veröffentlichung: 20.02.2026 |

### Hörspiele
Sven Stricker hat zu den Romanen inzwischen (Stand: Januar 2025) fünf Hörspielfassungen erstellt, wobei die zweite und dritte Produktion als Original-Hörspiele bezeichnet werden. Die Hörspiele wurden vom Deutschlandradio produziert und vom Sender Deutschlandfunk Kultur erstgesendet.
Zu den Sprechern gehören u. a. Bjarne Mädel (Sörensen), Birte Kretschmer (Jennifer Holstenbeck), Bastian Reiber (Malte Schuster)
und Felix von Manteuffel (Vater Alfred Sörensen).
- 2018: Sörensen hat Angst – Komposition und Regie: Sven Stricker (Erstsendung: 19. Februar 2018, 54:30 Minuten)[10]
- 2018: Sörensen fängt Feuer – Komposition: Jan-Peter Pflug; Bearbeitung und Regie: Sven Stricker (Erstsendung: 17. Dezember 2018, 55:55 Minuten)[11]
- 2021: Sörensen am Ende der Welt – Komposition: Jan-Peter Pflug; Bearbeitung und Regie: Sven Stricker (Erstsendung: 23. August 2021, 54:28 Minuten)[12]
- 2023: Sörensen sieht Land, zweiteiliges Hörspiel – Komposition: Jan-Peter Pflug, Bearbeitung und Regie: Sven Stricker (Erstsendung: 11. und 18. Dezember 2023 DLF Kultur, 16. Dezember 2023 DLF)[13][14]
- 2024: Sörensen macht Urlaub, zweiteiliges Hörspiel – Komposition: Jan-Peter Pflug, Bearbeitung und Regie: Sven Stricker (Erstsendung: 16. und 21. Dezember 2024 DLF Kultur, 53:27 und 55:00 Minuten)[15][16]

## Schauplätze

### Katenbüll und Umgebung
Hauptschauplatz der Reihe ist Katenbüll, ein kleiner, fiktiver Ort in Nordfriesland, Schleswig-Holstein. Die Filme mussten jedoch in Niedersachsen gedreht werden, weil sie von der Medienförderungsgesellschaft Niedersachsen/Bremen gefördert wurden. Katenbüll basiert auf dem Heimatort Tönning des Autors Sven Stricker, hat aber im Gegensatz zur realen Vorlage keinen Hafen. Dabei geht es Stricker darum, Katenbüll als geschlossenen Kosmos als äußere Entsprechung von Sörensens Gehirn zu zeigen.
Verschiedene Orte in und um Katenbüll kommen in den Büchern immer wieder vor, was die geringe Größe des Ortes unterstreicht. Neben den im Folgenden detaillierter beschriebenen zählen beispielsweise die Tankstelle (vor allem im Buch Sörensen am Ende der Welt), der Koog, Sörensens (später ehemalige) Wohnung in Hamburg, die Wohnsiedlung für Mitarbeiter der Fleischfabrik Fleischeslust (einer der zentralen Handlungsorte in Sörensen fängt Feuer) und das Eiscafé Pinocchio dazu.

### Polizeirevier Katenbüll
Das Polizeirevier von Katenbüll hat viel zu viele Tische für die kleine Nebenstelle und zu viele Stühle. Dafür fehlte ein Verhörraum, den Sörensens Vorgänger KHK Kappler notgedrungen in einer Abstellkammer eingerichtet hat, die so eng ist, dass die zu vernehmende Person kaum am Tisch vorbei zum Stuhl kommt.
Das Revier liegt direkt am Katenbüller Marktplatz zwischen dem Chinarestaurant Peking-Ente und dem Dönerladen König Kebap. Sörensen parkt seinen Passat grundsätzlich direkt auf dem Marktplatz im Halteverbot.

### Deichweg 43
Der Deichweg 43 ist Sörensens Adresse in Katenbüll. Er wohnt dort in einem freistehenden Häuschen mit verwildertem Garten und von Unkraut überwucherter Einfahrt. Direkt nebenan befindet sich der Ankergraf, eine kleine Pension. Sörensen hat das Haus im Deichweg 43 von KHK Kappler übernommen, mit dem er den Arbeitsplatz getauscht hat. Es ist sehr rustikal und teilweise beengt eingerichtet. Sörensen fühlt sich dort aber wohl, vor allem da es, anders als in der Stadt, keine direkten Nachbarn gibt.
Das Haus, in dem die Filme gedreht wurden, steht am Burhaver Deich in Butjadingen an der Wesermündung westlich von Bremerhaven.

### Marktplatz
Auf dem Katenbüller Marktplatz befinden sich neben dem Rathaus (ein herausragender Backsteinbau im Stil der nordischen Renaissance) und dem Polizeirevier folgende Geschäfte:
- Chinarestaurant Peking-Ente
- Dönerladen König Kebap
- Brötchenwagen Käse-Käthe
- Bratwurststand
- Optiker
- Antiquitätenhändler
- Eiscafé Pinocchio
- Apotheke
- Sparkasse
- Hyper-Vereinsbank
- Versicherungsbüro
- Touristeninformation
- Fleicherfachgeschäft Nielsen
- Katenbüller Backstube

### Fleischfabrik Fleischeslust
Die Fleischfabrik selbst ist vor allem im ersten Buch einer der zentralen Schauplätze, kommt jedoch in allen Büchern zur Sprache. Die Fabrik hat eine große Relevanz für das gesamte Dorf, da ein Großteil der Einwohner Katenbülls dort arbeitet oder anderweitig von den Einnahmen abhängig ist.
Die Fabrik, ein großer, steril wirkender Bau, der so gut isoliert ist, dass weder Geruch noch Geräusche der Schlachtungen nach außen dringen, liegt etwas außerhalb des Stadtzentrums.

### Deichkrug
Der Deichkrug ist eine Kneipe in Katenbüll, deren Ambiente bewusst so gestaltet ist, dass es auf Touristen abschreckend wirkt. Hier treffen sich die Katenbüller abends auf ein Bier oder auch zum Essen.
Der Wirt ist ein hervorragender Koch, wenn auch wenig sozial eingestellt. Sörensen als Vegetarier findet dort anfangs kein Essen (außer Bratkartoffeln, allerdings mit Speck – „schmeckt ja sonst nicht“). Später bekommt Sörensen hier auch Tofu serviert, vor allem, weil die anderen Katenbüller ihn loswerden möchten und der Wirt genau deswegen Sympathien für Sörensen entwickelt.

### Brötchenwagen und Bratwurststand auf dem Marktplatz
Käse-Käthes Brötchenwagen und der Bratwurststand werden vom Ehepaar Schnittger betrieben. Der Brötchenwagen steht seit über 40 Jahren auf dem Marktplatz. Im Bereich der beiden Essensstände treffen sich häufig verschiedene Einwohner und Gäste Katenbülls.

### Gefängnis in Husum
Da Katenbüll keine eigene Zelle hat, werden Festgenommene in das Gefängnis nach Husum gebracht. Den Weg von Katenbüll nach Husum müssen die Beamten dementsprechend häufig auf sich nehmen. Im Husumer Gefängnis sitzen unter anderem Dierk Lorenzen, der Ziehvater der blinden Frau aus Sörensen fängt Feuer und später in Sörensen sieht Land Malte Schuster ein.

## Running Gags
- Sörensens Vorname ist dem Leser / Hörer noch unbekannt. Jedes Mal, wenn er seinen Dienstausweis vorzeigt, muss er sich einen Kommentar über seinen Vornamen anhören. Im weiteren Verlauf wird immer wieder darauf verwiesen, dass Namenswitze nicht angebracht sind, da die betroffene Person nichts für den eigenen Namen kann.
- Brötchen mit Eisbergsalat: Sörensen und Käse Käthe drehen ihnen unsympathischen Personen, die sie am Brötchenwagen antreffen, gerne Brötchen (meistens Käse) mit Eisbergsalat an.
- Mit Ausnahme von Jenni, Malte, Lucy und Ole wird weitestgehend darauf verzichtet, die richtigen Vornamen der Protagonisten zu verwenden. Diese werden zwar meist im Laufe der Handlung genannt, aber oftmals nur einmal.
- Cord scheint Sörensen genau zu verstehen, auch wenn dieser nur vor sich hin plappert. So sagt Sörensen im ersten Buch beim Verlassen des Polizeireviers „Der Hund kommt nicht mit, der macht Pause“. Cord, der bereits auf dem Weg zu Sörensens Passat ist, kehrt daraufhin um und legt sich auf sein Kissen. Diese Szene wird auch im Film dargestellt. Klare Befehle wie „Cord, bleib!“ oder „Sitz!“ ignoriert der Hund hingegen hartnäckig.
- In den meisten Fällen bestellen die Polizisten im Eiscafé Pinocchio nur ein „stilles Wasser, gerne aus dem Hahn“. Ausnahme bildet hier Obermeister Dhonau im vierten Buch, als er einen schwarzen Kaffee ohne Zucker bestellt.

## Auszeichnungen
2017: Nominierung des Buches Sörensen hat Angst für den Friedrich-Glauser-Preis 2017 in der Sparte „Kriminalroman“.